# Bill Blair
William Henry Blair jr., más conocido como Bill Blair (nacido el 17 de marzo de 1942 en Estados Unidos) es un exentrenador  baloncesto estadounidense.

## Trayectoria
- Instituto Militar de Virginia (1972-1976)
- Universidad de Colorado (1976-1981)
- New Jersey Nets (1981-1983), (Asist.)
- New Jersey Nets (1983)
- Chicago Bulls (1983-1985), (Asist.)
- Washington Bullets (1986-1993), (Asist.)
- Indiana Pacers (1993-1994), (Asist.)
- Minnesota Timberwolves (1994-1995)
- Indiana Pacers (1996-1997), (Asist.)
- Cleveland Cavaliers (1999-2000), (Asist.)